# Andrew Murray (naturalista)
Andrew Dickson Murray (Edimburgo, 19 febbraio 1812 – Kensington, 10 gennaio 1878) è stato un botanico, entomologo e avvocato britannico, membro della Royal Society di Edimburgo (FRSE) e della Linnean Society of London (FLS).
Murray studiò gli insetti responsabili di danni alle colture, specializzandosi in particolar modo nei Coleoptera. In Botanica, si specializzò nelle Coniferae, in modo particolare nelle specie di conifere del Pacific Rim.

## Biografia
Suo padre era William Murray di Conland, Perthshire. 
Murray studiò Giurisprudenza divenendo poi membro della Society of Writers to Her Majesty's Signet, entrando nella società Murray & Rhind, e per un certo periodo praticò a Edimburgo.
I suoi primi articoli scientifici riguardavano l'Entomologia e non furono pubblicati prima dei suoi quarant'anni.
Alla morte del Rev. John Fleming, professore di Scienze naturali al New College di Edimburgo, nel 1857, Murray ne prese l'incarico per una sessione e nello stesso anno divenne membro della Royal Society di Edimburgo.
Alla fondazione della Oregon Exploration Society, Murray ne divenne il segretario e fu probabilmente questo fatto a far scaturire il suo interesse per l'America nord-occidentale e per le Coniferae. 
Negli anni 1858-59, Murray fu presidente della Botanical Society of Edinburgh e, nel 1860, abbandonando la professione legale, si trasferì a Londra, dove divenne vicesegretario della Royal Horticultural Society (1860–65).
Nel 1861, fu nominato membro della Linnean Society. 
Nel 1868, entrò a far parte del comitato scientifico della Royal Horticultural Society e, nel 1877, ne fu nominato direttore scientifico. 
Nel 1868, intraprese la raccolta di Entomologia economica per conto del Dipartimento di Scienze e Arte, oggi conservata presso il Museo di Bethnal Green.
Nel 1869, si recò a San Pietroburgo come uno dei delegati al congresso di Botanica e, nel 1873, in Utah e California per relazionare su alcune concessioni minerarie.
Sembra che questo ultimo viaggiò minò in maniera permanente la sua salute.
Morì a Bedford Gardens, Campden Hill, Kensington, il 10 gennaio 1878.

## Attività scientifica
I suoi principali contributi all'Entomologia riguardano i Coleoptera e si trovano nella monografia incompiuta sui Nitidulariae, nella rivista Transactions of the Linnean Society of London, iniziata su suggerimento del Dott. John Edward Gray (probabilmente questa è la più importante). 
Sulle Coniferae la sua opera più importante doveva invece essere pubblicata dalla Ray Society, ma non fu mai completata.
Murray fu un forte oppositore del modello di Darwin-Wallace della selezione naturale.

## Opere principali
- Catalogue of the Coleoptera of Scotland, W. Blackwood and sons, Edimburgo, Londra, 1853.
- On the pediculi infesting the different races of man, Trans. Roy. Soc. Edinb., 22: 567 (1861).
- Monograph of the family of Nitidulariae, Transactions of the Linnean Society of London, (1)24(13) (1864): 211-414, 5 tavole.
- The Geographical Distribution of Mammals, 1866
- List of Coleoptera received from Old Calabar, 1867, in: Annals and Magazine of Natural History (III serie) 19: 167-179 (1867).
- On the geographical relations of the chief coleopterous faunae, J. Linn. Soc., 11: 1-89 (1870).
- Economic entomology, Chapman and Hall, Londra, 1877.